# Clemens Krauss
Clemens Heinrich Krauss (ur. 31 marca 1893 w Wiedniu, zm. 16 maja 1954 w Meksyku) – austriacki dyrygent.

## Życiorys
Był nieślubnym synem urzędnika dworskiego, hrabiego Hectora Baltazziego i śpiewaczki Clementine Krauss. Nosił nazwisko matki. W wieku 8 lat został chórzystą w kapeli nadwornej. Studiował w Konserwatorium Wiedeńskim, gdzie jego nauczycielami byli Hermann Graedener (kompozycja) i Richard Heuberger (teoria). W latach 1912–1913 był kierownikiem chóru w teatrze miejskim w Brnie, gdzie w 1913 roku zadebiutował jako dyrygent, prowadząc wykonanie opery Zar und Zimmermann Alberta Lortzinga. W kolejnych latach działał jako dyrygent w Rydze (1913–1914), Norymberdze (1915–1916), Szczecinie (1916–1921) i Grazu (1921–1922). W 1922 roku został zatrudniony na stanowisku asystenta dyrygenta w Operze Wiedeńskiej, od 1922 do 1924 roku wykładał też w Konserwatorium Wiedeńskim. W latach 1923–1927 był dyrygentem koncertów wiedeńskiego Tonkünstler-Verein. Od 1924 do 1929 roku pełnił ponadto funkcję intendenta opery i kierownika Museumkonzerte we Frankfurcie nad Menem.
W latach 1929–1934 pełnił funkcję dyrektora Opery Wiedeńskiej. Dyrygował także Filharmonikami Wiedeńskimi (1930–1933). W kolejnych latach był dyrektorem Staatsoper w Berlinie (1934–1937) i Bayerische Staatsoper w Monachium (1937–1944), dyrygentem koncertów Mozarteum w Salzburgu (1939–1945) i ponownie dyrygentem Filharmoników Wiedeńskich (1944–1945). Należał do czołowych postaci życia kulturalnego w III Rzeszy, utrzymywał kontakty z Adolfem Hitlerem i Hermannem Göringiem. Z drugiej strony ułatwił wielu osobom pochodzenia żydowskiego wyjazd z Niemiec. Ze względu na swoją dwuznaczną postawę był po wojnie objęty śledztwem i dopiero w 1947 roku zezwolono mu na powrót do działalności publicznej.
W 1947 roku wrócił na posadę dyrygenta Filharmoników Wiedeńskich i prowadził z tą orkiestrą koncerty noworoczne. W latach 1951–1953 dyrygował w londyńskim Covent Garden Theatre, a w latach 1953–1954 na festiwalu w Bayreuth. Zmarł podczas podróży koncertowej po Ameryce Środkowej.
Jego żoną była śpiewaczka Viorica Ursuleac.

## Dorobek
Zasłynął przede wszystkim jako interpretator dzieł scenicznych Richarda Straussa, z którym prywatnie przyjaźnił się. Poprowadził prawykonania wielu jego oper: Arabelli, Dzień pokoju, Miłość Danae oraz Capriccio, do tej ostatniej napisał także libretto. Wykonywał także dzieła Wagnera, W.A. Mozarta, Verdiego i Pucciniego. W 1930 roku poprowadził pierwsze wiedeńskie wykonanie Wozzecka Albana Berga.